# Harrah’s Entertainment
Harrah’s Entertainment — американская компания по производству казино и отелей, основанная в Рино, штат Невада, и базирующаяся в Парадайсе, штат Невада, которая управляла более чем 50 объектами недвижимости и семью полями для гольфа под несколькими брендами. В 2013 году это была четвертая по величине игорная компания в мире с годовой выручкой в 8,6 миллиарда долларов. В 2020 году она была приобретена Eldorado Resorts, которая затем сменила собственное название на Caesars Entertainment.